# Hiszpańscy posłowie do Parlamentu Europejskiego 2009–2014
Hiszpańscy posłowie VII kadencji do Parlamentu Europejskiego zostali wybrani w wyborach przeprowadzonych 7 czerwca 2009.

## Lista posłów
Wybrani z listy Partii Ludowej
- Jaime Mayor Oreja
- Luis de Grandes Pascual
- Teresa Jiménez-Becerril Barrio
- Alejo Vidal-Quadras Roca
- Pilar del Castillo Vera
- Carmen Fraga Estévez
- Pablo Zalba Bidegain
- Rosa Estaràs Ferragut
- Francisco Millán Mon
- Agustín Díaz de Mera García-Consuegra
- Gabriel Mato Adrover
- Pilar Ayuso González
- Verónica Lope Fontagne
- Carlos Iturgaiz Angulo
- Antonio López-Istúriz White
- Cristina Gutiérrez-Cortines Corral
- José Salafranca Sánchez-Neyra
- María Esther Herranz García
- Pablo Arias Echeverría
- Salvador Garriga Polledo
- Santiago Fisas Ayxelá
- Eva Ortiz Vilella, poseł do PE od 1 grudnia 2011, mandat w związku z wejściem w życie traktatu lizbońskiego
- María Auxiliadora Correa Zamora, poseł do PE od 13 stycznia 2012
- Juan Andrés Naranjo Escobar, poseł do PE od 13 stycznia 2012

Wybrani z listy Hiszpańskiej Socjalistycznej Partii Robotniczej
- Juan Fernando López Aguilar
- María Badia i Cutchet
- Miguel Ángel Martínez Martínez
- Carmen Romero López
- Alejandro Cercas Alonso
- Iratxe García Pérez
- Enrique Guerrero Salom
- Inés Ayala Sender
- Antolín Sánchez Presedo
- Juan Andrés Perelló Rodríguez
- Raimon Obiols i Germà
- Eider Gardiazabal Rubial
- Josefa Andrés Barea
- Luis Yáñez-Barnuevo García
- Antonio Masip Hidalgo
- Emilio Menéndez del Valle
- María Muñiz de Urquiza
- Teresa Riera Madurell
- Ricardo Cortés Lastra
- Sergio Gutiérrez Prieto, poseł do PE od 19 lipca 2010
- María Irigoyen Pérez, poseł do PE od 16 listopada 2010
- Vicente Miguel Garcés Ramón, poseł do PE od 1 grudnia 2011, mandat w związku z wejściem w życie traktatu lizbońskiego
- Dolores García-Hierro, poseł do PE od 1 grudnia 2011, mandat w związku z wejściem w życie traktatu lizbońskiego

Wybrani z listy Koalicji dla Europy
- Izaskun Bilbao (PNV)
- Salvador Sedó (CiU), poseł do PE od 1 grudnia 2011, mandat w związku z wejściem w życie traktatu lizbońskiego
- Ramon Tremosa (CiU)

Wybrani z listy La Izquierda
- Willy Meyer (IU)
- Raül Romeva (ICV)

Wybrany z listy Związek, Postęp, Demokracja
- Francisco Sosa Wagner

Wybrany z listy Europa de los Pueblos – Los Verdes
- Inaki Irazabalbeitia (członek Aralar), poseł do PE od 11 lipca 2013

Byli posłowie VII kadencji do PE
- Magdalena Álvarez Arza (wybrana z listy PSOE), do 15 lipca 2010, zrzeczenie
- José Manuel García-Margallo (wybrany z listy PP), do 20 grudnia 2011, zrzeczenie
- Ramón Jáuregui Atondo (wybrany z listy PSOE), do 20 października 2010, zrzeczenie
- Oriol Junqueras (wybrany z listy Europa de los Pueblos – Los Verdes, członek ERC), do 31 grudnia 2011, zrzeczenie
- Ana Miranda (wybrana z listy Europa de los Pueblos – Los Verdes, członkini BNG), poseł do PE od 1 stycznia 2012 do 9 lipca 2013, zrzeczenie
- Íñigo Méndez de Vigo (wybrany z listy PP), do 22 grudnia 2011, zrzeczenie